# Haruka Miyashita
Haruka Miyashita (宮下 遥?, Miyashita Haruka; Kuwana, 1º settembre 1994) è una pallavolista giapponese.
Gioca nel ruolo di palleggiatrice nelle Okayama Seagulls.

## Carriera
La carriera di Haruka Miyashita inizia a livello scolastico nella Osaka Wasa Junior and High School. Debutta nella V.Premier League giapponese appena quindicenne con la maglia delle Okayama Seagulls nella stagione 2009-10. Viene poi premiata come miglior esordiente al Torneo Kurowashiki 2010. Sempre nel 2010 debutta nella nazionale giapponese, prendendo parte alla Coppa asiatica. Dopo due anni di assenza rientra in nazionale nel 2013, vincendo la medaglia d'argento al campionato asiatico e oceaniano 2013 e al World Grand Prix 2014.

## Palmarès

### Nazionale (competizioni minori)
- Montreux Volley Masters 2015

### Premi individuali
- 2010 - Torneo Kurowashiki: Miglior esordiente
- 2014 - V.Premier League giapponese: Miglior spirito combattivo
- 2014 - V.Premier League giapponese: Sestetto ideale